# Legio I Flavia Martis

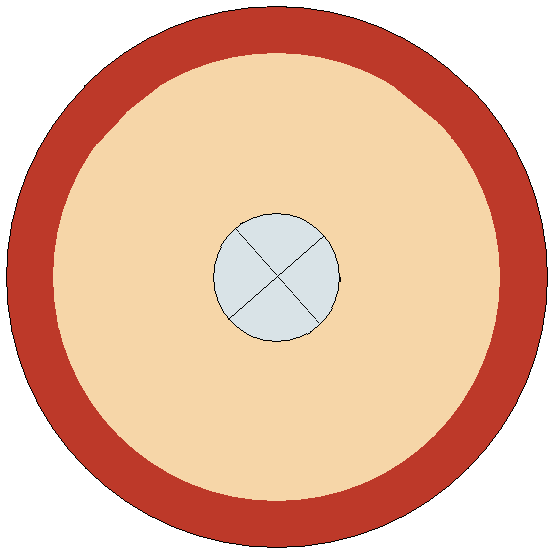
Schildbemalung der Martenses im frühen 5. Jahrhundert

Die Legio I Flavia Martis („1. dem Mars geweihte flavische Legion“) war eine Legion der spätantiken römischen Armee.
Die Legion wurde sehr wahrscheinlich von Constantius I. (293/305–306) ausgehoben. Spätere Mitglieder der „Flavischen“ bzw. Konstantinischen Dynastie waren christianisiert und hätten die Legion nicht nach einer heidnischen Gottheit benannt.
Aus der Legion gingen im Laufe des 4. Jahrhunderts zwei als Martenses bezeichnete Einheiten hervor, die als Pseudocomitatenses (Feldheer) unter dem Oberbefehl des Magister Peditum und Magister Equitum Galliarum dienten.
Zwei weitere Einheiten waren als Limitanei (Grenzheer) einem Praefectus militum Martensium in Alta Ripa (heute Altrip) unter dem Dux Mogontiacensis und in Aletum (heute Aleth, nahe Saint-Malo) an der nordwestlichen Küste Galliens unter dem Dux tractus Armoricani et Nervicani stationiert. Der Ursprung dieser Truppen aus der Legio I Flavia Martis ist jedoch ungesichert.